# Mathias Franco
Mathias Fabian Franco Pereira (Uruguay, 3 de mayo de 1996), más conocido como Mathias Franco, es un jugador profesional uruguayo de rugby que se desempeña en la posición de pilar derecho en Peñarol Rugby, equipo perteneciente a la liga Super Rugby Américas.

## Carrera
Franco comenzó su carrera deportiva con el equipo Pucaru Stade Gaulois. En 2022 se unió a Peñarol Rugby, donde lleva jugando tres temporadas. También fue parte de la Selección de rugby de Uruguay.